# 멋쟁이

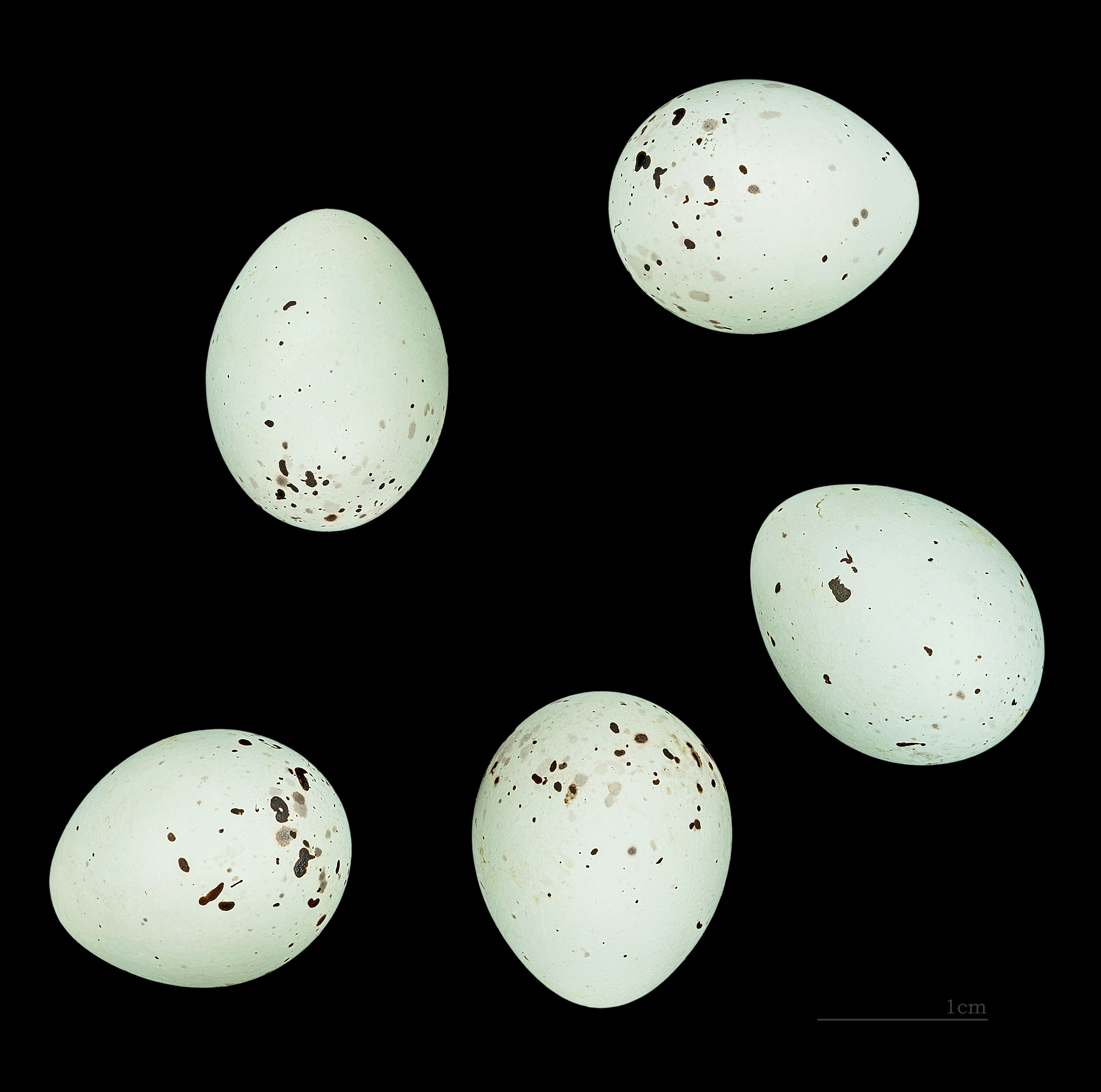
Pyrrhula pyrrhula europoea

멋쟁이 또는 멋쟁이새는 참새목 되새과의 한 종으로, 한국에서는 드물게 발견되는 겨울철새이다. 머리는 검고, 등은 회색이며, 날개는 검은 색을 띤다.

## 특징
배는 암컷과 수컷이 다른 색을 띠는데, 암컷은 회색을 띤 갈색이고, 수컷은 주황색을 띤다.
몸집이 작고 수컷은 등이 청회색이고 가슴이 붉은색이나, 암컷은 등과 가슴이 잿빛 갈색 계통의 색깔을 띤다. 식물의 열매, 씨, 그리고 관목과 교목의 싹을 먹으며 휘파람 같은 소리를 부드럽게 일정한 간격으로 반복하며 지저귄다.

## 아종
멋쟁이새의 아종은 12아종으로 분류하고 있다. 그중에서 규칙적으로 찾아오는 아종은 P. p. rosacea이다.
- 멋쟁이새 - P. p. rosacea: 사할린, 러시아 극동, 중국 동북부에서 번식
- 재색멋쟁이새 - P. p. griseiventris: 쿠릴열도와 홋카이도에서 번식
- 바이칼멋쟁이새 - P. p. cineracea: 서남시베리아에서 몽골 북부, 트란스바이칼에서 번식
- 붉은배멋쟁이새 - P. p. cassinii: 캄차카, 오호츠크해 연안에서 번식
- P. p. pileata
- P. p. pyrrhula
- P. p. europaea
- P. p. iberiae
- P. p. rossikowi
- P. p. caspica

1. ↑  “멋쟁이새”. 1979년 8월 10일. 2023년 6월 30일에 확인함.